# José Manuel Olivares
José Manuel Olivares Marquina (Maiquetía, Venezuela, 19 de agosto de 1985) es un médico y político venezolano. Fue elegido diputado de la Asamblea Nacional de Venezuela en el año 2015 por el Estado Vargas. Fue presidente de la Subcomisión de Salud de la Asamblea Nacional desde donde impulsó la Ley para Atender la Crisis Nacional de Salud y la recepción de ayuda humanitaria para contrarrestar los efectos de la escasez de medicinas en Venezuela. También fue presidente de la Comisión Permanente de Desarrollo Social Integral en 2018. Fue Candidato por 3 veces a la gobernación de su estado natal, sin éxito perdiendo en estos comicios regionales 2012, 2017 y 2021.

## Reseña biográfica

### Nacimiento e infancia
José Manuel Olivares nació en el Hospital San José de Maiquetía, en Maiquetía, Distrito Federal, el 19 de agosto de 1985. Es hijo de José Manuel Olivares Corredor, nativo de la parroquia Maiquetía, Vargas y Lucía Marquina, oriunda de la parroquia 23 de Enero de Caracas, Distrito Capital. 
Olivares tuvo una infancia tranquila y con mucha exigencia educativa y deportiva hasta que el 15 de diciembre de 1999 ocurre la llamada Tragedia de Vargas, lluvias torrenciales seguidas por deslaves, que lo obligó a madurar tras perder la casa donde residía con su familia en la Urbanización Los Corales, una de las más devastadas por el deslave.

### Formación
La educación primaria de José Manuel Olivares transcurrió en el Colegio Divina Providencia de las Hermanas Franciscanas. Luego culmina sus estudios de secundaria en el Colegio San Vicente de Paúl.
Olivares inicia estudios superiores en la Universidad Central de Venezuela en la Escuela de Bioanálisis. Aunque logra excelentes calificaciones, pide traslado a la Escuela de Medicina "José María Vargas" de la misma casa de estudios donde comienza la carrera médica en 2004 y la culmina en 2010. Tras finalizar, cumple el año de rural exigido en la carrera en Tacarigua de Mamporal, estado Miranda. En 2013 comienza estudios de postgrado en el Hospital Universitario de Caracas. De allí egresa en 2015 con la especialidad de Oncólogo, Radioterapeuta y Médico Nuclear.

### Movimiento estudiantil del año 2007
Siendo presidente del Centro de Estudiantes de la Escuela de Medicina de la Universidad Central de Venezuela, ocurre el cierre del canal televisivo RCTV, lo que genera la mayor movilización estudiantil desde la Generación del 28, de tener como gestión reivindicaciones estudiantiles, acceso a internet, horarios justos para estudiantes, actualización tecnológica y acceso a libros, pasaron a estar en las calles de Venezuela en protestas pacíficas junto a otros líderes como Yon Goicoechea, Stalin González, Miguel Pizarro, Ricardo Sánchez, Freddy Guevara y David Smolansky, entre otros. Exigían libertad de expresión y el rechazo a la Reforma constitucional promovida por el fallecido presidente Hugo Chávez.

## Diputado
José Manuel Olivares asumió el cargo de diputado en la Asamblea Nacional el 5 de enero de 2016 tras ganar las Elecciones parlamentarias el 6 de diciembre de 2015. Al momento de asumir su cargo como diputado también es elegido para presidir la Subcomisión de Salud, donde se da a la tarea de denunciar las precarias condiciones de los hospitales en Venezuela, así como la grave escasez de medicamentos e insumos médicos-quirúrgicos en todo el país.  Es por ello,  que impulsa, desde la Asamblea Nacional, la aprobación del Acuerdo de Declaración de Crisis Humanitaria en Salud en vista de la escasez de medicamentos, insumos médicos y deterioro de la infraestructura sanitaria.  Posteriormente, viaja a la ciudad de Washington D.C.,  a solicitar formalmente, ante la Organización Mundial de la Salud, que sean enviados medicamentos en calidad de ayuda humanitaria y que se de acceso a Venezuela a la compra de medicamentos mediante el Fondo Estratégico de dicha organización.
Sin embargo, el gobierno venezolano no acepta la situación crítica del sector salud y es por ello que se promueve y aprueba la Ley Especial para Atender Crisis Nacional en Salud la cual establecería los parámetros para definir cuándo la situación de escasez pasa a ser crítica y cuáles mecanismos y organizaciones son las adecuadas para solicitar la Ayuda Humanitaria. La respuesta del gobierno de Venezuela a esta situación fue declarar la inconstitucionalidad de dicha ley a través del Tribunal Supremo de Justicia, dejándola sin efecto.
Durante el año 2016, también hubo un repunte importante de enfermedades como la malaria y la reaparición de enfermedades como la difteria, lo cual generaron que se reabrieran los debates en el seno del Poder Legislativo acerca de la situación de la Salud en Venezuela. Como consecuencia, fueron aprobados varios acuerdos sobre distintos temas relacionados al sector salud, siendo Olivares el principal vocero en varios de ellos como el Acuerdo sobre el grave resurgimiento de la enfermedad de la Difteria en Venezuela.
Además de su gestión parlamentaria, José Manuel Olivares ha sido principal impulsor de actividades como la Marcha de los Récipes, en la cual los pacientes venezolanos acudieron a la Nunciatura Apostólica en Caracas a exigir la apertura para la Ayuda Humanitaria. El 10 de mayo de 2017, con más de treinta días de manifestaciones en Venezuela, señala como responsable a la Guardia Nacional Bolivariana por la muerte del manifestante Miguel Castillo. Tras su tercera derrota en las Elecciones regionales de 2021. Olivares reanudó sus profesiones como Médico desde esa fecha.